# Peio
Peio is een gemeente in de Italiaanse provincie Trente (regio Trentino-Zuid-Tirol) en telt 1892 inwoners (31-12-2004). De oppervlakte bedraagt 160,3 km², de bevolkingsdichtheid is 12 inwoners per km². Peio is een van de dertien gemeenten in de regio Val di Sole.

## Demografie
Peio telt ongeveer 787 huishoudens. Het aantal inwoners steeg in de periode 1991-2001 met 1,0% volgens cijfers uit de tienjaarlijkse volkstellingen van ISTAT.
| Jaar | Inwoneraantal |
| ---- | ------------- |
| 1991 | 1824          |
| 2001 | 1843          |
| 2013 | 1877          |

## Geografie
Peio grenst aan de volgende gemeenten: Martell (BZ), Valfurva (SO), Rabbi, Ponte di Legno (BS), Vermiglio, Ossana, Pellizzano.